# Комісаров Максим Володимирович
Макси́м Володи́мирович Коміса́ров — полковник Збройних сил України, начальник відділу мінної безпеки Центру управління інженерними військами ГУОЗ Збройних Сил України.

## З життєпису
У липні проводилися роботи по наведенні 72-метрового мосту через річку Сіверський Донець біля села Крива Лука; по цьому — залізного мосту через річку Казенний Торець (підірваного бойовиками між селами Селезнівка і Семенівка біля Слов'янська) для відновлення автомобільного руху на напрямку Харків — Ростов-на-Дону.

## Нагороди
14 серпня 2014 року — за особисту мужність і героїзм, виявлені у захисті державного суверенітету та територіальної цілісності України, вірність військовій присязі під час російсько-української війни, відзначений — нагороджений орденом Богдана Хмельницького III ступеня.